# Cruz Vidriada, Villa Guerrero
Cruz Vidriada är en ort i Mexiko.   Den ligger i kommunen Villa Guerrero och delstaten Mexiko, i den sydöstra delen av landet, 70 km sydväst om huvudstaden Mexico City. Cruz Vidriada ligger 2 415 meter över havet och antalet invånare är 617.
Terrängen runt Cruz Vidriada är huvudsakligen kuperad, men åt nordväst är den bergig. Terrängen runt Cruz Vidriada sluttar söderut. Runt Cruz Vidriada är det tätbefolkat, med 550 invånare per kvadratkilometer. Närmaste större samhälle är Tenango de Arista, 12,6 km norr om Cruz Vidriada. Omgivningarna runt Cruz Vidriada är en mosaik av jordbruksmark och naturlig växtlighet.